# Jean-Claude Bouquet
Pour les articles homonymes, voir Bouquet.
Jean-Claude Bouquet, né à Morteau  le 7 septembre 1819 et mort à Paris (7e) le 9 septembre 1885, est un mathématicien français qui travailla notamment avec Charles Briot sur les fonctions doublement périodiques.

## Biographie
Fils d'un cultivateur, Jean Claude Bouquet fait ses études secondaires à Lyon et y obtient les baccalauréats ès lettres et ès sciences. Il fait ensuite de 1839 à 1842 des études supérieures scientifiques à l'École normale et à la faculté des sciences de Paris où il obtient les licences ès sciences mathématiques et physiques en 1841. Agrégé (1er), il est nommé  pour les classes de mathématiques dans les collèges le 16 septembre 1842, et est immédiatement désigné pour remplacer le professeur de mathématiques élémentaires au collège royal de Marseille, actuel lycée Thiers. Il y reste professeur de 1839 jusqu'à 1845. Il obtient en 1843 le doctorat ès sciences mathématiques avec une thèse principale sur la variation des intégrales doubles. En octobre 1845, âgé de 26 ans, il devient professeur de mathématiques pures à la faculté des sciences de Lyon. Il y reste sept ans, puis obtient la classe de mathématiques spéciales au lycée Bonaparte à Paris en octobre 1852. Il est appelé à suppléer Joseph-Alfred Serret à la chaire de calcul différentiel et intégral de la faculté des sciences de Paris durant le second semestre 1855-56. En octobre 1858, il devient professeur de la classe de mathématiques spéciales du lycée Louis-le-Grand en remplacement de Jules Vieille nommé inspecteur. Il est en congé d'inactivité en 1867-68 (suppléé par Gaston Darboux), puis est nommé maître de conférences de géométrie descriptives et calcul différentiel et intégral à l’École normale supérieure le 31 octobre 1868 (en remplacement de Victor Puiseux). Parallèlement à ses enseignements au lycée puis à l’École normale supérieure, il assure à nouveau à la faculté des sciences la suppléance de Serret durant le deuxième semestre 1865, puis celle de Le Verrier (chaire d'astronomie physique) de novembre 1866 à septembre 1869 et enfin celle de Delaunay (chaire de mécanique physique et expérimentale) de mars 1870 à la mort de ce dernier. Il est ensuite chargé du cours (25 octobre) puis nommé professeur titulaire de la chaire (19 décembre 1872). À partir de juin 1874, il supplée de façon permanente Joseph-Alfred Serret à la chaire de calcul différentiel et intégrale et lui succède à sa mort en 1885, six mois avant que lui-même ne meurt. Émile Picard, qui assurait sa suppléance à la chaire de mécanique physique et expérimentale, lui succédera.

### Sociétés savantes
Il est élu membre de l'Académie des sciences, belles-lettres et arts de Lyon en 1848, puis à l'Académie des sciences nationale en 1875 (section de géométrie, en remplacement de Bertrand devenu secrétaire perpétuel).

### Distinctions
Il est nommé chevalier de la Légion d'honneur le 13 août 1858 puis promu officier le 31 décembre 1884.